# Ernst Arndt (aktor)
Ernst Arndt (ur. 3 lutego 1861 w Magdeburgu, zm. 24 września lub 25 września 1942 w Treblince) – niemiecki aktor filmowy i teatralny pochodzenia żydowskiego, honorowy obywatel Wiednia, ofiara Zagłady.

## Życiorys
Urodził się w rodzinie niemieckich Żydów. Był aktorem teatralnym. Okazjonalnie grał również w filmach, zazwyczaj role epizodyczne lub drugoplanowe, w tym w dramacie Jesienna magia (Herbstzauber, 1918) jako Baumann, Światło i cień (Licht und Schatten, 1919), dramacie Tragedia syna zaginionego księcia (Die Tragödie eines verschollenen Fürstensohnes, 1922), biblijnym Alexandra Kordy Samson i Delila (Samson und Delila, 1922) w podwójnej roli cesarza i impresario oraz komedii Karela Lamača Okrutny przyjaciel (Die grausame Freundin, 1932). Od 1910 był członkiem wiedeńskiego Burg Theater Ensemble. W 1931 otrzymał tytuł honorowego obywatela Wiednia.
10 lipca 1942 roku został wywieziony do Getta Theresienstadt – „wzorcowego” obozu koncentracyjnego, w którym naziści gromadzili czeskich, austriackich i niemieckich Żydów przed deportacją do obozów zagłady w okupowanej Polsce. Był tam więziony przez ponad dwa miesiące. 23 września 1942 roku został deportowany do obozu zagłady w Treblince.

## Filmografia
- Herbstzauber (1918)
- Eine versunkene Welt (1921/1922)
- Samson und Delila (1922)
- Der Prinz von Arkadien (1932)
- Die grausame Freundin (1932)
- Leise flehen meine Lieder (1933)
- Wenn du jung bist, gehört dir die Welt (1933/1934)
- Bretter, die die Welt bedeuten (1934/1935)